# Glossina severini
Glossina severini är en tvåvingeart som beskrevs av Robert Newstead 1913. Glossina severini ingår i släktet tsetseflugor, och familjen Glossinidae. Inga underarter finns listade i Catalogue of Life.